# Gerard Armillas
Armillas i Pubill est un nom catalan. Le premier nom de famille, paternel, est Armillas ; le second, maternel, souvent omis, est Pubill ; les deux sont fréquemment liés par la conjonction « i ».
Gerard Armillas Pubill, né le 10 juillet 1995 à Caldes d'Estrac (Catalogne), est un coureur cycliste espagnol.

## Biographie
Gerard Armillas passe professionnel en 2020 au sein de l'équipe continentale portugaise Efapel,. Il rejoint ensuite la formation argentine Electro Hiper Europa en 2021.

## Palmarès
- 2013
  - 2e du championnat d'Espagne sur route juniors
- 2018
  - 3e du Circuito Guadiana
- 2019
  - Champion de Catalogne du contre-la-montre[4]
  - Circuito Guadiana
  - 2e étape du Tour de León[5]
  - 3e du Gran Premio Primavera de Ontur